# Listă de actrițe - W
|  | Listă de actrițe \| \| Listă de actrițe - W \| Liste alfabetice de actori și actrițe \| Listă de actori A - B - C - D - E - F - G - H - I - J - K - L - M - N - O - P - Q - R - S - T - U - V - W - X - Y - Z |

## Actrițe - W
| - Jutta Wachowiak (* 1940) - Lindsay Wagner (* 1949) - Julie Walters (* 1950) - Hedwig Wangel - Rachel Ward (* 1957) - Herta Ware (1917 - 2005) - May Warden (1891 - 1978) - Lesley Ann Warren (* 1946) - Emily Watson (* 1967) - Naomi Watts (* 1968) - Sigourney Weaver (* 1949) - Grethe Weiser (1903 - 1970) - Eleonore Weisgerber (* 1948) - Rachel Weisz (* 1971) - Gila von Weitershausen (* 1944) - Rachel Welch (* 1940) - Ilse Werner (1921 - 2005) - Ursula Werner (*1943) | - Paula Wessely (1907 - 2000) - Mae West (1893 - 1980) - Mary Wickes (1910 - 1995) - Thekla Carola Wied (* 1944) - Hanne Wieder (1929 - 1990) - Dianne Wiest (* 1948) - Esther Williams (1921 - 2013) - JoBeth Williams (* 1948) - Ute Willing (* 1958) - Peta Wilson (* 1970) - Agnes Windeck (1888 - 1975) - Judy Winter (* 1944) - Oprah Winfrey (* 1954) - Debra Winger (* 1955) - Angela Winkler (* 1944) - Kate Winslet (* 1975) | - Shelley Winters (* 1922) - Reese Witherspoon (* 1976) - Lia Wöhr (1911 - 1994) - Johanna Wokalek (* 1975) - Natalie Wood (1938 - 1981) - Alfre Woodard (* 1952) - Joanne Woodward (* 1930) - Natalia Wörner (* 1967) - Fay Wray (1907 - 2004) - Bonnie Wright (* 1991) - Robin Wright Penn (* 1966) - Teresa Wright (1918 - 2005) - Ida Wüst (1884 - 1958) - Jane Wyman (1914 - 2007) - Tanja Wedhorn (* 1971) - Birgit Wiedel-Weidinger (* 1974) |

## Actori
|  | Listă de actori \| \| Listă de actrițe \| Liste alfabetice de actori și actrițe \| Listă de actori A - B - C - D - E - F - G - H - I - J - K - L - M - N - O - P - Q - R - S - T - U - V - W - X - Y - Z |